# Wacom
Wacom Co., Ltd. je společnost zabývající se výrobou a vývojem grafických tabletů a související technologie. Sídlí ve městě Kazo, prefektuře Saitama, v Japonsku. CEO a prezidentem firmy je Nobutaka Ide (06.11.2024). V roce 2022 společnost dosáhla tržeb téměř 109 miliard yenů (16,9 miliardy korun českých). Dnes má firma pobočky ve více než 150 státech a 1069 zaměstnanců (2022).
Produkty firmy Wacom byly využity při tvorbě úspěšných snímků, mezi něž patří Kráska a zvíře (1990).

## Historie
Společnost byla založena v roce 1983. Název je spojením japonských slov "Wa", znamenající harmonie, a "Com", znamenající počítač. Wacom byla první společností, která v roce 1984 představila grafický tablet s bezdrátovým perem (WT-460M). Zároveň tím představila svou patentovanou technologii, elektromagnetickou rezonanci (EMR®). 
V roce 1987 společnost začala s komercializovat novou sérii "SD", za pomocí technologie "citlivosti tlaku pera".
V roce 1988 založil obchodní společnosti v Evropě ve městě Neuss, v Německu.
V roce 1998 Wacom představil první generaci Wacom Intuos a společnost se rozšířila do Spojených států. Konkrétně do města Vancouver ve Washingtonu.
V roce 2001 Wacom představil první generaci Wacom Cintiq (C-1500X) spolu s druhou generací Wacom Intuos. Jednalo se o první grafický tablet s LCD displejem od Wacomu.
V letech 2000–2008 společnost Wacom zakládala dceřiné společnosti v Číně, Jižní Koreji, Austrálii, Singapuru a na Tchaj-wanu.
V roce 2011 Wacom začal spolupracovat se společností Samsung.

## Produkty
Grafické tablety firmy Wacom se rozdělují na dvě kategorie, s diplejem ("pen display") a bez displeje ("pen tablet"). Mezi další produkty firmy se řadí přidružená technika a software pro počítač na zpracování dat z pera.

### S diplejem

#### Cintiq
Grafické tablety Wacom Cintiq jsou cíleny na profesionální použití. Produkt má zabudovaný displej a uživatel vidí výstup přímo na obrazovce. Wacom Cintiq má i přenosnou verzi Companion a verzi Pro.

### Bez displeje

#### Intuos
Grafické tablety Intuos jsou tablety bez displeje, uživatel sleduje výstup na vlastní obrazovce. Nabízí standardní verzi Wacom Intuos, ve velikostech S a M a Wacom Intuos Pro verzi ve velikostech S, M, L.

### One
Série One cílí na začínající umělce, nahradila starší řady grafických tabletů pro začátečníky. Nabízí verzi bez displeje (One by Wacom), i s ním (Wacom One).
Produkty One mají pouze jednu variantu oproti produktovým sériím Intuos a Cintiq.

### Ostatní produkty

#### Podpisové podložky
Jedním z dalších produktů firmy jsou grafické tablety určené k uchování elektronické formy podpisu. Podpisové podložky STU-540, STU-430 jsou vybavené LCD obrazovkami.
Podepisovací podložku Wacom využil v roce 1996 prezident Bill Clinton při podepisování amerického zákonu o komunikacích (U.S. Communications Act).

#### Pen Computer
Wacom vyrábí také řadu MobileStudio, což je "pen display" s vestavěným počítačem.

## Technologie
Grafické tablety společnosti Wacom používají patentovanou technologii elektromagnetické rezonance (EMR), jedná se o typ slabého rádiového signálu.
Technologie využívá vrstvu senzorů, umístěnou za LCD obrazovkou a vrstvou tvrzeného skla. Tyto senzory jsou uspořádány do sítě střídavě ve vertikálním a horizontálním směru a každý senzor vysílá slabý elektromagnetický signál. Signály vytvářejí magnetické pole nad povrchem tabletu sahající přibližně 5 mm nad povrch zařízení, což umožňuje komunikaci s perem.
Díky tomuto procesu není potřeba externích zdrojů napájení, a pero tak nepotřebuje baterii.

## Ocenění
- Salon Solutions Bancaires Award (most innovative solution) (2013) - DTU-1031[15]
- Reddot Award for Signature product (2014) - STU-530, DTU-1031[15]
- Reddot Award (2016) - Intuos[16]